# ギー16世・ド・ラヴァル
ギー16世・ド・ラヴァル（Guy XVI de Laval, 1476年10月1日 - 1531年5月20日）は、ラヴァル伯。洗礼名はニコラであったが、ラヴァル伯位を継承する際に、先代の伯父と同様に名をギーとした。ギー14世・ド・ラヴァルとイザベル・ド・ブルターニュの息子でギー15世の弟ジャン・ド・ラヴァルの息子。

## 生涯
ギー16世はラ・ロッシュ＝ベルナール領主ジャン・ド・ラヴァルの息子、ニコラ・ド・ラヴァルとして生まれた。若い頃のほとんどを親族のブルターニュ公フランソワ2世の宮廷で過ごし、そこでフランソワ2世の娘アンヌと親しくなった。フランソワ2世が亡くなり、アンヌがフランス王シャルル8世と結婚したとき、ニコラはアンヌを追って王宮まで行き、そこで二人は親しい関係を保った。王妃アンヌはニコラの娘アンヌの代母となった。
ギー16世は、生涯を通じてフランス王に仕え、功績を残した。1517年に中将、1525年に総督、そして自身の領土の多くがあったブルターニュの提督となった。ギー16世は、宮廷での情報と味方を得るために、義兄のアンヌ・ド・モンモランシーと頻繁に文通していた。
ギー16世は、フランス全土および国外から集まった下級貴族からなる大規模な宮廷を維持した。領地には、ヴィトレ、ロエアック、モンフォール、ベシュレル、カンタン、ラ・ロッシュ＝ベルナールが含まれていた。1527年、ギー16世は自身の宮廷に出入りする162人に直接報酬を支払うよう命じており、伝記作者らはギーの宮廷には一日平均300人がいたと推定している。しばらくの間、ギーは自身への贈り物を持って来たポルトガル王の代表者をもてなした。ギーは芸術の支援者であり、馬上槍試合も好んだ。メアリー・テューダーのパリ到着を祝う馬上槍試合で、ギーは40回以上試合に出場した。

## 結婚と子女
ギー16世は1500年6月10日にナポリ王女シャルロット・ダラゴンと結婚した。この結婚ははとこであるアンヌ・ド・ブルターニュによって取り決められた。この結婚で以下の子女が生まれた。
- フランソワ（1503年 - 1522年） - ビコッカの戦いで戦死
- カトリーヌ（1504年 - 1526年） - クロード1世・ド・リューと結婚。娘ギュイヨンヌはラヴァル女伯（1547年 - 1567年）となった。
- アンヌ（1505年 - 1554年） - トゥアール子爵フランソワ2世・ド・ラ・トレモイユと結婚

最初の妻シャルロット・ダラゴンは1506年に亡くなった。1517年にフランス軍総司令官アンヌ・ド・モンモランシーの妹で同名のアンヌ・ド・モンモランシーと結婚した。この結婚で以下の子女が生まれた。
- クロード（1522年 - 1547年） - ラヴァル伯（ギー17世）
- マルグリット - ルイ5世・ド・ロアンと結婚
- アンヌ - ルイ・ド・シリーと結婚

2番目の妻アンヌ・ド・モンモランシーは1525年に亡くなった。その後、アントワネット・ド・ダイヨンと結婚し、少なくとも1女が生まれた。
- シャルロット（1530年 - 1568年） - シャティヨン領主ガスパール2世・ド・コリニーと結婚[6]